# Morehouse College
Morehouse College es una universidad privada, ubicada en Atlanta, Georgia, Estados Unidos. 
Es uno de los pocos centros para la enseñanza de las "disciplinas liberales tradicionales" clásicas para hombres que subsisten en Estados Unidos. 

## Historia
La universidad fue establecida en 1867 por el pastor bautista William Jefferson y los pastores Richard C. Coulter y Edmund Turne de la American Baptist Home Mission Society (Iglesias Bautistas Americanas USA), bajo el nombre de "Instituto Augusta", con el fin de brindar una educación superior a los afroamericanos que no podían compartir la educación de los blancos en el sur de los Estados Unidos debido a las leyes segregacionistas. En 1879, se trasladó a Atlanta y tomó el nombre de Seminario Bautista de Atlanta. En 1913, tomó el nombre de Morehouse College, en honor a Henry L. Morehouse, secretario de la American Baptist Home Mission Society.
Junto con Clark Atlanta University, Interdenominational Theological Center, Morehouse School of Medicine y el cercano women's  Spelman College, Morehouse forma parte del Atlanta University Center.